# Теорема Стюарта

Рис. 1

Теорема Стюарта — метрическая теорема в евклидовой планиметрии.
Она утверждает, что если точка {\displaystyle D} лежит на стороне {\displaystyle BC} треугольника {\displaystyle ABC}, то
{\displaystyle AD^{2}=p^{2}=b^{2}{\frac {x}{a}}+c^{2}{\frac {y}{a}}-{xy},}
где {\displaystyle y=CD}, {\displaystyle x=BD} и {\displaystyle a=x+y=BC} (рис. 1). Отрезок AD называется чевианой треугольника ABC.

## Доказательства

### Через произведение векторов
Одно из доказательств теоремы основано на применении векторной алгебры и, в частности, свойств скалярного произведения. Представим вектор {\displaystyle {\overrightarrow {AD}},} длина которого искома, двумя способами:
{\displaystyle {\overrightarrow {AD}}={\overrightarrow {AB}}+{\overrightarrow {BD}},\quad {\overrightarrow {AD}}={\overrightarrow {AC}}+{\overrightarrow {CD}}.}
Первое уравнение домножим на длину {\displaystyle CD}, а второе — на {\displaystyle BD\colon }
{\displaystyle {\overrightarrow {AD}}\cdot CD={\overrightarrow {AB}}\cdot CD+{\overrightarrow {BD}}\cdot CD,}
{\displaystyle {\overrightarrow {AD}}\cdot BD={\overrightarrow {AC}}\cdot BD+{\overrightarrow {CD}}\cdot BD.}
Теперь сложим полученные уравнения:
{\displaystyle {\overrightarrow {AD}}\cdot BC=({\overrightarrow {AB}}\cdot CD~{\color {Red}+~{\overrightarrow {BD}}\cdot CD})+({\overrightarrow {AC}}\cdot BD~{\color {Red}+~{\overrightarrow {CD}}\cdot BD}),}
где {\displaystyle {\overrightarrow {BD}}\cdot CD+{\overrightarrow {CD}}\cdot BD=0,} так как {\displaystyle {\overrightarrow {BD}}\cdot CD} и {\displaystyle {\overrightarrow {CD}}\cdot BD} имеют равные длины и противоположны. Следовательно, сам вектор {\displaystyle {\overrightarrow {AD}}} равен
{\displaystyle {\overrightarrow {AD}}={\overrightarrow {AB}}{\frac {CD}{BC}}+{\overrightarrow {AC}}{\frac {BD}{BC}}.}
Его длину можно получить с помощью скалярного произведения вектора {\displaystyle {\overrightarrow {AD}}} на самого себя:
{\displaystyle \left({\overrightarrow {AD}}\right)^{2}=\left({\overrightarrow {AB}}\right)^{2}\left({\frac {CD}{BC}}\right)^{2}+\left({\overrightarrow {AC}}\right)^{2}\left({\frac {BD}{BC}}\right)^{2}+{\color {Green}2{\overrightarrow {AB}}\cdot {\overrightarrow {AC}}}\cdot {\frac {CD}{BC}}\cdot {\frac {BD}{BC}}.}
Далее, чтобы выразить {\displaystyle 2{\overrightarrow {AB}}\cdot {\overrightarrow {AC}}} через длины, нужно найти {\displaystyle ({\overrightarrow {AB}}-{\overrightarrow {AC}})^{2}\colon }
{\displaystyle {\overrightarrow {BC}}={\overrightarrow {AC}}-{\overrightarrow {AB}},}
{\displaystyle BC^{2}=AC^{2}-2{\overrightarrow {AC}}\cdot {\overrightarrow {AB}}+AB^{2},}
{\displaystyle 2{\overrightarrow {AC}}\cdot {\overrightarrow {AB}}=AC^{2}+AB^{2}-BC^{2}.}
Отсюда окончательно получается, что
{\displaystyle AD^{2}=AB^{2}{\frac {CD^{2}}{BC^{2}}}+AC^{2}{\frac {BD^{2}}{BC^{2}}}+({\color {Green}AC^{2}+AB^{2}-BC^{2}}){\frac {CD}{BC}}\cdot {\frac {BD}{BC}},}
| {\displaystyle AD^{2}=AB^{2}\cdot {\frac {CD}{BC}}+AC^{2}\cdot {\frac {BD}{BC}}-CD\cdot BD.} |

### Через теорему косинусов
Выразим AB и AC через остальные стороны треугольников ABD и ACD и через углы {\displaystyle \angle ADB} и {\displaystyle \angle ADC,} смежные друг другу:
{\displaystyle AB^{2}=BD^{2}+AD^{2}-2AD\cdot BD\cos \angle ADB,}
{\displaystyle {\begin{alignedat}{2}AC^{2}&=AD^{2}+DC^{2}~{\color {Green}-}~2AD\cdot DC\cos \angle AD{\color {Green}C}=\\&=AD^{2}+DC^{2}~{\color {Green}+}~2AD\cdot DC\cos \angle AD{\color {Green}B}.\\\end{alignedat}}}
Умножим первое уравнение на {\displaystyle DC}, а второе — на {\displaystyle BD\colon }
{\displaystyle {\begin{cases}AB^{2}DC=BD^{2}DC+AD^{2}DC-2AD\cdot BD\cdot DC\cos \angle ADB,\\AC^{2}BD=AD^{2}BD+DC^{2}BD+2AD\cdot DC\cdot BD\cos \angle ADB,\end{cases}}}
Чтобы избавиться от косинуса угла ABD, сложим эти равенства:
{\displaystyle AB^{2}DC+AC^{2}BD=(BD^{2}DC+AD^{2}DC)+(AD^{2}BD+DC^{2}BD),}
{\displaystyle AB^{2}DC+AC^{2}BD-BD^{2}DC-DC^{2}BD=AD^{2}(DC+BD),}
{\displaystyle AB^{2}DC+AC^{2}BD-BD\cdot DC(BD+DC)=AD^{2}(DC+BD),}
| {\displaystyle AB^{2}\cdot {\frac {CD}{BC}}+AC^{2}\cdot {\frac {BD}{BC}}-BD\cdot CD=AD^{2}.} |

## История
Теорема названа по имени доказавшего её английского математика М. Стюарта и опубликовавшего её в труде «Некоторые общие теоремы» (1746, Эдинбург). Теорему сообщил Стюарту его учитель Р. Симсон, который опубликовал эту теорему лишь в 1749 г.

## Применение
- Теорему можно использовать для нахождения медиан и биссектрис треугольников, и частный случай теоремы Стюарта, когда чевиана вырождается в медиану, — это теорема Аполлония.
- Следствием теоремы Стюарта также является теорема Птолемея.[прояснить]

## Обобщение
- Теорема Стюарта обобщается до равенства Бретшнайдера для четырёхугольника: если одна вершина четырёхугольника попадает на сторону четырёхугольника, то из теоремы Бретшнайдера следует теорема Стюарта.